# Furacão Manuel
O Furacão Manuel trouxe inundações generalizadas em grande parte do México em setembro de 2013, em conjunto com o furacão Ingrid. A décima quinta tempestade nomeada e o sétimo furacão da temporada anual de furacões, Manuel originou-se de uma forte área de baixa pressão ao sul de Acapulco em 13 de setembro. Em condições favoráveis no alto, a tempestade intensificou-se para uma tempestade tropical enquanto seguia para o norte. No dia seguinte, Manuel curvou-se para o oeste e fortaleceu-se a um ponto um pouco tímido da intensidade do furacão antes de fazer seu primeiro desembarque com essa intensidade em 15 de setembro. Devido à interação com a terra, a tempestade tropical enfraqueceu rapidamente e seu centro se dissipou sobre o oeste do México em 16 de setembro No entanto, os restos da tempestade continuaram a seguir para noroeste, no Golfo da Califórnia, onde se reorganizaram em um ciclone tropical no dia seguinte. Manuel recuperou o status de tempestade tropical em 18 de setembro quando começou a fazer uma curva para nordeste. Pouco depois, Manuel atingiu a intensidade do furacão de categoria 1, antes de fazer seu último desembarque logo a oeste de Culiacán no pico de intensidade. Por terra, Manuel enfraqueceu rapidamente devido à interação com o terreno elevado do México, e a tempestade se dissipou no início de 20 de setembro.
Devido à ameaça iminente de Manuel, vários municípios mexicanos foram colocados em alerta de desastre. Ao fazer seu primeiro desembarque, Manuel causou inundações extremas no sul do México. Os danos à propriedade e à agricultura como resultado do sistema foram generalizados e estima-se que cerca de um milhão de pessoas tenham sido diretamente afetadas. Em Guerrero, 97 pessoas morreram, incluindo 18 em Acapulco. Outras setenta e uma morreram devido a um deslizamento de terra em La Pintada. Só em Guerrero, cerca de 30 000 casas foram danificadas e 46 rios transbordaram de suas margens. Lá, 20 000 pessoas foram evacuadas para abrigos. Em todo o estado, os reparos nos danos da tempestade totalizaram MXN$ 3 mil milhões ($ 230 milhões de USD ). Outros impactos de Manuel se espalharam até o leste do istmo de Tehuantepec, onde 300 famílias foram deslocadas. Na região, pelo menos 11.591 casas foram destruídas pelas inundações. Enquanto isso, a nação sofreu impactos adicionais do furacão Ingrid no Atlântico.
Após seu segundo desembarque, inundações adicionais ocorreram em várias cidades, e em Sinaloa mais de 100 000 pessoas ficaram desabrigadas e quatro pessoas morreram. Como resultado dos impactos de Manuel, 107 municípios foram declarados regiões de desastre. Danos em Sinaloa totalizaram MXN$ 500 milhões (US $ 37,9 milhão). O Exército mexicano foi enviado a vários locais para ajudar nas operações de socorro pós-ciclone tropical. Após a tempestade, o saque em áreas fortemente impactadas se tornou comum e, como tal, as forças do governo também foram enviadas para evitar novos saques. No geral, 169 pessoas perderam suas vidas no México, enquanto os danos ultrapassaram MXN$ 55 mil milhões (US$ 4,2 mil milhões).

## História meteorológica
As origens de Manuel remontam a uma onda tropical que deixou o continente africano no final de agosto. A onda entrou no Mar do Caribe em 5 de setembro, embora a porção norte do eixo da onda posteriormente tenha se transformado no furacão Ingrid. Em 10 de setembro, o Centro Nacional de Furacões (NHC) comentou o potencial para uma área de baixa pressão para desenvolver largo da costa sudoeste do México durante os seguintes dias, desde que o sistema permaneceu offshore. No dia seguinte, uma baixa se formou enquanto ele estava quase parado, acompanhado por uma convecção dispersa. Esperava-se que forte cisalhamento do vento e proximidade com a terra limitassem o desenvolvimento, embora as condições tenham se tornado mais favoráveis em 12 de setembro Nesse dia, a convecção ficou mais bem organizada. Em 1200 UTC em 13 de setembro, o NHC iniciou recomendações sobre a Depressão Tropical Treze-E, observando que o sistema tinha circulação e convecção bem definidas. Naquela época, o cisalhamento do vento havia diminuído e as águas quentes deveriam permitir a intensificação, e os principais fatores inibidores para o desenvolvimento eram a proximidade do solo e a associação com a Zona de Convergência Intertropical.

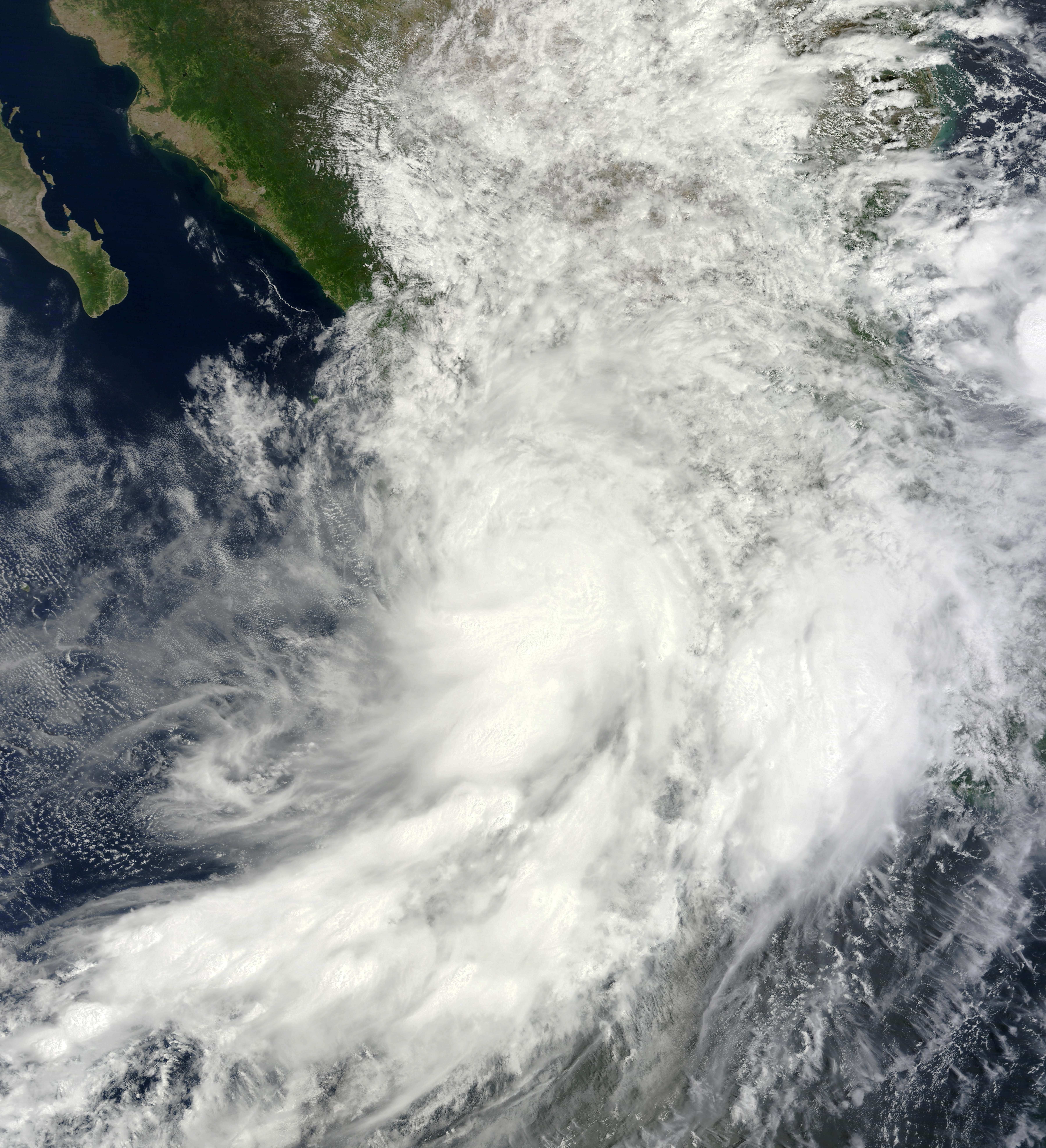
Tempestade tropical Manuel sobre o oeste do México em 15 de setembro

Poucas horas depois de se desenvolver, a depressão rapidamente se intensificou na tempestade tropical Manuel. No início de 14 de setembro, uma característica ocular desenvolvida à medida que as bandas de chuva aumentavam. No entanto, Manuel estava inserido em um amplo sistema climático que se estendia do Pacífico oriental até o México, que incluía o furacão Ingrid na Baía de Campeche, na costa do Golfo do México. O amplo sistema, incluindo Manuel, mudou-se geralmente para o norte. No início de 15 de setembro, Manuel desenvolveu um nublado central denso, com um 27 km (17 mi) olho largo no centro. Com base na estrutura e nas estimativas de intensidade de satélite, o NHC estimou que Manuel atingiu ventos de pico secundários de 70 mph (110 km/h), apenas tímido do status de furacão. A agência observou o potencial para um fortalecimento ainda maior em um furacão, citando as águas quentes, ambiente húmido e baixo cisalhamento. Uma ruptura na crista subtropical ao norte permitiu que a tempestade continuasse inicialmente de maneira geral para o norte-nordeste, logo atingindo o pico como um furacão de categoria 1 de baixo custo; no entanto, após atingir seu pico de intensidade, Manuel voltou para o noroeste enquanto acelerava. Em 15 de setembro, Manuel atingiu a costa perto de Aquila em Michoacán como uma tempestade tropical de ponta, embora, operacionalmente, acredita-se que tenha se movido para a costa perto de Manzanillo, em Colima. No início de 16 de setembro, a tempestade enfraqueceu em uma depressão tropical depois que a circulação foi interrompida, embora continuasse a cair fortes chuvas. Mais tarde naquele dia, o centro da superfície se dissipou sobre o oeste do México.
Os remanescentes de Manuel seguiram para noroeste em torno de uma crista situada no sudeste dos Estados Unidos, e no final de 16 de setembro, emergiu em águas abertas. Apesar das condições apenas marginalmente favoráveis, convecção logo aumentou no centro. Às 18h00 UTC de 17 de setembro Manuel regenerou-se em uma depressão tropical após reconstruir uma circulação bem definida. Além disso, as condições favoreciam um fortalecimento adicional, pois o sistema seguia lentamente para noroeste em torno de uma crista, embora o ciclone devesse se mover para a costa da Península de Baja California em alguns dias. Embora a convecção tenha sido inicialmente irregular, Manuel voltou a se intensificar em uma tempestade tropical em 18 de setembro. Mais tarde naquele dia, um olho se desenvolveu no centro da convecção cada vez mais organizada, e em 0000 UTC em 19 de setembro, Manuel se tornou um furacão. Assim, tornou-se o primeiro ciclone tropical do leste do Pacífico Norte, desde que os registos começaram em 1949, a atingir o continente mexicano e, mais tarde, se transformar em um furacão. A tempestade mudou mais para o norte, resultando na interação da terra antes do previsto. Por volta de 1200 UTC em 19 de setembro, Manuel atingiu a costa a oeste de Culiacán como um furacão mínimo. Movendo-se sobre o terreno elevado do oeste do México, Manuel rapidamente enfraqueceu e se transformou em uma tempestade tropical. A circulação da tempestade se dissipou às 0000 UTC de 20 de setembro, sobre a cordilheira de Sierra Madre Occidental.

## Preparativos
Na tarde de 13 de setembro, um alerta de tempestade tropical foi emitido de Acapulco a Lázaro Cárdenas, Michoacán. Trinta e seis horas depois, um alerta de furacão foi emitido de Lázaro Cárdenas para Manzanillo, já que se esperava que o sistema se transformasse em furacão antes da chegada ao continente. Mais tarde, em 15 de setembro, um alerta de tempestade tropical foi declarado ao norte do alerta de furacão. No dia seguinte, todos os alertas e avisos não estavam mais em vigor. Além dos alertas e avisos mencionadas, um alerta "laranja" foi emitido no sul de Michoacán e um alerta "amarelo" (moderado) para o restante de Michoacán e Guerrero. Níveis mais baixos de alertas foram emitidos em Nayarit, Colima, Jalisco, Oaxaca e na porção sul de Sinaloa. Vinte e cinco famílias foram evacuadas em Lázaro Cárdenas e Arteaga, Michoacán. No dia 17 de setembro, todas as aulas foram suspensas em Colima.
Depois de se regenerar em um ciclone tropical no Golfo da Califórnia, um alerta de tempestade tropical foi emitido logo ao norte de Mazatlán, bem como na porção sudoeste da Península de Baja California. No dia seguinte, um alerta de furacão foi emitido para a área ao sul de Topolobampo. Às 21h UTC do dia 18 de setembro, o alerta de furacão foi atualizado para um alerta de furacão. Enquanto isso, um alerta de tempestade tropical foi designado ao sul da área de alerta de furacão para Mazatlán. Na noite de 19 de setembro, todas os alertas e avisos foram suspensas, pois Manuel havia se mudado para o interior.
No dia 18 de setembro, quando o ciclone ameaçou o estado pela primeira vez, 13 municípios foram colocados em alerta em Sonora. Ao longo da Península da Baja California, sete portos foram fechados. Os portos de Mazatlán, Cabo San Lucas e San José del Cabo foram fechados para pequenas embarcações e interesses noturnos. Um alerta "amarelo" foi emitido para o sul da Baja California Sur, enquanto um alerta "verde" foi emitido para a parte norte do estado. Em Sinaloa, as aulas foram suspensas. Antes do desembarque, 700 pessoas foram evacuadas em todo o estado, incluindo 365 residentes de dois municípios. Mais de 60 famílias foram evacuadas em Navolato. Um alerta "laranja" também foi ativado para o estado.

## Impacto
| Tempestade | Temporada | Danos             | Ref.                        |
| ---------- | --------- | ----------------- | --------------------------- |
| Manuel     | 2013      | $4.2 mil milhões  | [ 36 ]                      |
| Iniki      | 1992      | $3.1 mil milhões  | [ 37 ]                      |
| Odile      | 2014      | $1,25 mil milhões | [ 38 ]                      |
| Agatha     | 2010      | $1,1 mil milhões  | [ 39 ]                      |
| Willa      | 2018      | $825 milhões      | [ 40 ] [ 41 ] [ 42 ] [ 43 ] |
| Madeline   | 1998      | $750 milhões      | [ 44 ]                      |
| Rosa       | 1994      | $700 milhões      | [ 45 ]                      |
| Paul       | 1982      | $520 milhões      | [ 46 ] [ 47 ] [ 48 ]        |
| Octave     | 1983      | $512,5 milhões    | [ 49 ] [ 50 ]               |
| Norman     | 1978      | $500 milhões      | [ 51 ]                      |

Quase ao mesmo tempo que o primeiro desembarque de Manuel, o furacão Ingrid atingiu a costa leste da nação; isto marcou a primeira vez que dois ciclones tropicais atingiram o país em 24 horas desde 1958. No geral, o impacto econômico excedeu MXN$ 55 mil milhões (US $ 4,2 mil milhão). Os danos às estradas sozinhos totalizaram $ 2 mil milhões de pesos ($ 153 milhões de dólares em 2013). Um total de 123 pessoas morreram devido ao furacão Manuel, pelo menos de 104 dos quais eram diretos. Aproximadamente 59 000 pessoas foram evacuadas, incluindo 39 000 que procuraram abrigo.  Aproximadamente 1 milhões de pessoas foram diretamente afetadas por Manuel.
O furacão Manuel trouxe chuvas extremamente fortes por oito dias em grande parte do México, especialmente em terreno montanhoso, embora essa precipitação tenha sido auxiliada por Ingrid, bem como por um fluxo de monções em grande escala no sudoeste. Numerosos locais registaram mais de 250 mm (10 in) de chuva. Um pico de tempestade total de 1,110 mm (43.6 in) foi medido em San Isidro, Guerrero. Na vizinha Acapulco, um máximo secundário de 450 mm (17.8 in) foi gravado. Mais ao norte, em Michoacán, um pico de precipitação em todo o estado total de 562 mm (22.11 in) ocorreu. Depois de fazer seu segundo desembarque, 470 mm (18.52 in) de precipitação caiu em Culiacán e 389 mm (15.32 in) foi observada nas proximidades de Sanalona.

### Oaxaca
Em Jicayan, Manuel danificou 10 casas e inundou uma escola. No mar, um barco teria desaparecido. Ao longo do Istmo de Tehuantepec, 300 famílias foram deslocadas de suas casas. Aproximadamente 5 000 animais foram mortos pela tempestade. Um total de 200 ha (490 acres) de colheita foram destruídos em Oaxaca; no entanto, os danos no estado foram consideravelmente menores do que em Guerrero. Em Oaxaca, 19 comunidades foram isoladas. Quatro pessoas foram mortas no estado. No geral, 77 municípios ou 10 000 as pessoas foram diretamente afetadas pelas inundações.

### Guerrero

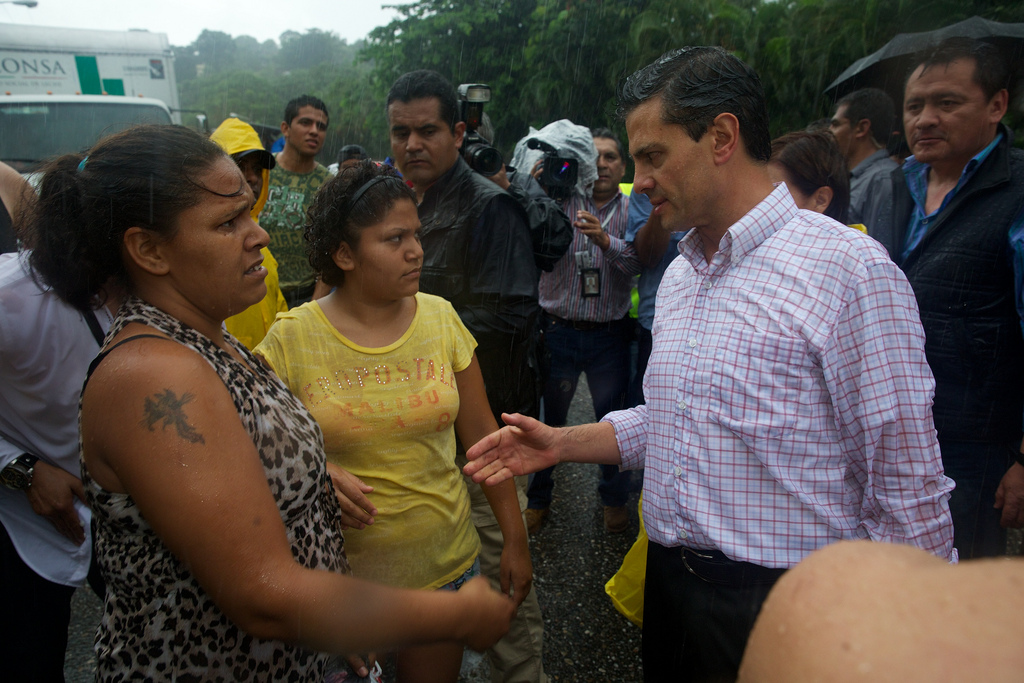
O presidente Enrique Peña Nieto e o secretário do Interior, Miguel Ángel Osorio Chong, visitam as zonas afetadas nos arredores de Acapulco de Juárez em 16 de setembro de 2013.

Pelo menos 97 pessoas foram mortas em todo Guerrero. Aproximadamente 30 000 moradias foram danificadas, incluindo 11.591 casas sofreram danos graves. Além disso, pelo menos 11 000 casas foram destruídas 20 000 as pessoas foram evacuadas para abrigos. 12 000 dos quais foram evacuados para 47 abrigos. No geral, 24 rios inundados, pelo menos 32 estradas sofreram danos e quatro pontes desabaram.
Em La Pintada, uma remota vila de pescadores com cerca de 400 residentes situados a oeste de Acapulco, um deslizamento de terra ocorreu em 14 de setembro, que em poucos minutos varreu o centro da cidade. Como tal, muitos residentes inicialmente vagaram pela cidade em estado de pânico e confusão; demorou dois dias para que a notícia do deslizamento de terra se espalhasse ao público. Em toda a aldeia, 71 pessoas foram mortas. Mais da metade da cidade, incluindo 20 casas, foram demolidas devido ao deslizamento de terra. Um total de 334 pessoas foram evacuadas pela polícia, embora 30 eleito ficar na área até que todas as vítimas fossem identificadas. Muitos cidadãos sobreviventes de La Pintada também ficaram feridos, incluindo um gravemente.
No município de Atlamajalcingo, uma mulher morreu após o desabamento de uma moradia. Em Chilpancingo, capital de Guerrero, quatro pessoas morreram. Inúmeras árvores foram derrubadas e interrupções de energia foram relatadas. Além disso, a barragem Cerrito Rico próxima quase transbordou. No município de Tecpan, quatro rios transbordaram e seis pessoas morreram em razão de deslizamentos. Muitas comunidades montanhosas ficaram isoladas, dificultando o recebimento de ajuda.

#### Acapulco

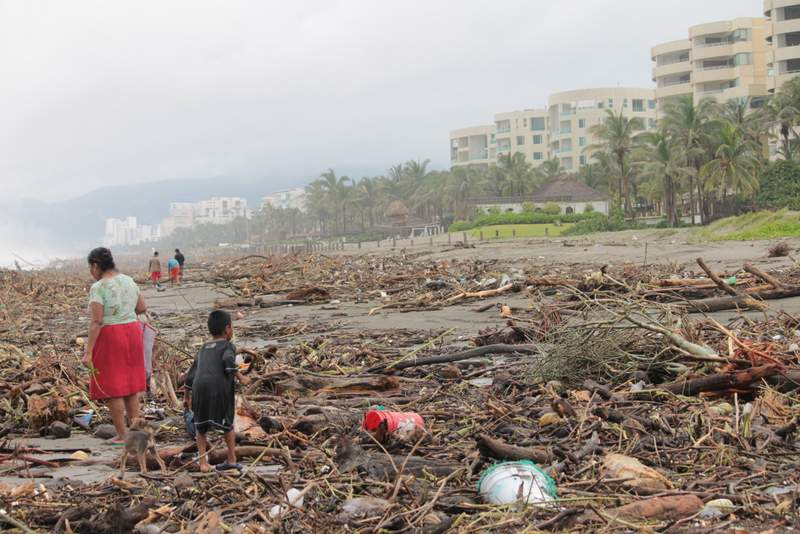
Detritos na praia de Acapulco Diamante

A cidade de Acapulco sofreu os piores danos da tempestade; os danos em Acapulco foram descritos pela National Broadcasting Company como os "piores danos de tempestade a atingir o México em anos". Lá, 18 fatalidades ocorreram, incluindo uma pessoa que morreu quando uma parede desabou. Perto dali, seis turistas morreram em um acidente de carro, incluindo dois menores. O acidente também danificou duas cercas, um barco e feriu duas pessoas. Várias casas foram inundadas em bairros próximos de Acapulco quando um rio próximo transbordou. Incidentes isolados de vandalismo foram relatados. Dois deslizamentos de terra foram relatados, resultando na destruição de uma casa e no fechamento de algumas estradas. Uma família de seis pessoas morreu em Acapulco quando um deslizamento de terra destruiu sua casa. Pelo menos 40 000 turistas que passaram o Dia da Independência do México em Acapulco ficaram presos porque o terminal do aeroporto estava submerso. Além disso, as principais estradas de saída da cidade foram bloqueadas por deslizamentos de terra. Mesmo que em 19 de setembro, os militares evacuaram 10 000 pessoas através de 100 voos para a Cidade do México, este processo foi difícil porque o radar não estava funcionando. Em toda a cidade, 13 516 moradias foram danificadas.

### Colima
Embora as inundações tenham sido mínimas em Colima, um pico de precipitação total de 144 mm (5.7 in) foi medido em Chanal. Muitas famílias foram evacuadas. Várias barragens em todo o estado atingiram sua capacidade máxima enquanto várias estradas que levavam ao aeroporto de Manzanillo foram fechadas. Em Ixtlahuacán, 50 famílias foram evacuadas quando um rio ameaçou transbordar; outros trinta foram levados para abrigos no resto do estado. Uma ponte desabou em Villa de Alvarez. Um homem foi morto no estado ao tentar, sem sucesso, atravessar um rio. Quatro árvores foram derrubadas. Cerca de 15,000 ha (58 sq mi) da colheita da banana foi eliminada. Ao todo, os municípios de Ixtlahuacán, Tecomán, Manzanillo e Comala Coquimatlán sofreram os piores efeitos de Manuel no estado. Manuel foi considerado a pior tempestade a atingir o estado mexicano desde o furacão de 1959 no México. Danos no estado ultrapassaram US $ 479 milhões de pesos ($ 36,8 milhões de dólares em 2013).

### Jalisco
Mais ao norte, pequenas inundações foram relatadas em Jalisco. Em todo o estado, quatro pessoas foram mortas. Um homem de 26 anos morreu depois de ser arrastado pelo vilarejo de Juanacatlan enquanto um menino de 12 anos se afogou após cair em uma represa no município de Teocuitatlan de Corona. Outro homem morreu quando ele dirigiu seu carro em uma ravina em Cuautitlan de Garcia Barragan. Mil e quinhentas pessoas foram evacuadas de suas casas. As aulas foram brevemente canceladas em 588 escolas, deixando mais de 40 000 alunos em casa. Pontes desabaram nas cidades de Jalisco de Zacoalco de Torres e Tamazula de Gordiano. As áreas mais atingidas no estado foram as áreas sul e litorânea do estado, bem como a área de Guadalajara, onde ocorreram inundações e deslizamentos de terra em alguns bairros. Por meio de Jalisco, 56 municípios sofreram danos.

### Sinaloa
Pouco antes de seu segundo desembarque, um pescador foi morto em Tepechitlán. Outra vítima ocorreu quando uma pessoa caiu de um barco de pesca de camarão. Um motorista de camião uma criança de 5 anos também morreram, enquanto a mãe da criança foi considerada desaparecida. As cidades de Escuinapa, El Rosario e Mazatlán, assim como os municípios de Angostura, Mocorito, Navolato e Culiacán sofreram inundações, resultando em danos modestos. Em Angostura, inúmeras pessoas ficaram presas nos telhados de suas casas. As áreas costeiras de Navolato foram inundadas, enquanto as autoridades relataram 500 sem teto; centenas de três foram derrubados e as linhas de energia foram desconectadas. Partes de Mocorito foram isoladas devido ao transbordamento do canal Humaya. Cerca de 2 m (6.6 ft) de água e detritos foi relatado em Mocorito. Em Culiacán, ocorreram pequenas inundações. Enquanto isso, em Chinito, quase todas as estradas foram destruídas. Offshore, 24 barcos foram danificados. Em todo o estado, 100 000 pessoas ficaram desabrigadas. Um total de 3 000 pessoas foram evacuadas para 62 abrigos. Ao todo, 70 comunidades foram atingidas pelo ciclone tropical. O furacão Manuel afetou diretamente 146 000 pessoas em 10 municípios do estado. Os danos em Sinaloa totalizaram $ 500 milhões de pesos ($ 37,9 milhões de dólares em 2013).

### Em outro lugar
Em outro lugar, em Michoacán, foram relatadas inundações; muitas pessoas tiveram que ser resgatadas por via aérea e duas vítimas foram relatadas. Em Durango, 42 casas foram danificadas, encalhando 50 moradores. Ao escovar a Península de Baja California, 2 ft (0.61 m) ondas foram medidas em La Paz além de ventos de 26 mph (42 km/h). Em Sinaloa, um pico de precipitação total de 415 mm (16.3 in) foi gravado em Culiacán. Depois de se dissipar, os remanescentes de Manuel trouxeram grandes quantidades de chuva a uma ampla faixa do Texas. A precipitação foi ainda mais intensificada pelo aumento da húmidade do Golfo do México e pela aproximação de uma frente fria. Na área de Austin, as chuvas resultaram em inundações localizadas, forçando o fechamento de várias travessias de baixa água. Uma estação meteorológica em Camp Mabry registou 74 mm (2.92 in) de chuva em 20 de setembro, tornando-se um recorde diário para a estação. Em outros lugares, as estimativas de radar indicaram que até 200 mm (8 in) pode ter caído em áreas localizadas no oeste do Texas. No condado de Kimble, uma estrada foi fechada devido a uma enchente. No centro de Arkansas, 51–114 mm (2–4.5 in) de precipitação.

## Rescaldo
Durante as consequências da tempestade, foi declarado estado de emergência para Acapulco; cerca de 12 000 itens foram transportados de avião para a região. No geral. Ao todo, 662 centros de doação foram abertos em Guerrero. Reparações de danos a Guerrero totalizaram $ 3 mil milhões de MXN (US$ 123 milhões em 2013). O Ministro da Economia concedeu um adicional de $ 100 milhões de pesos ao estado devastado. Além disso, o Ministério das Finanças declarou que tinha $ 12 mil milhão pesos (US$ 925,60 milhões) disponíveis em fundos. Além disso, a Cruz Vermelha Mexicana recolheu e posteriormente entregou cargas na área devastada, especialmente Guerrero ao mesmo tempo que forneceu 400.079 toneladas de ajuda. As autoridades locais também forneceram 29 000 toneladas de itens pessoais e domésticos.  Os Médicos Sin Fronteras distribuíram 2,800 L (620 imp gal)   de água, comida e remédios em cinco abrigos. Um total de 87 milhões de euros (US$ 118 milhões), do Fundo Nacional para Desastres Naturais, foram alocados para fornecer itens essenciais como alimentos, colchões, água potável e medicamentos. A Water Missions International forneceu água para cerca de 20 000 pessoas. Plástico mexido da Visão Mundial do México tende a ajudar a cobrir os telhados para 80 famílias. Além disso, a organização doou redes mosquiteiras para 76 famílias. Itens de mercearia como arroz, óleo, sardinha, açúcar, sal, biscoitos e feijão também foram fornecidos. A ADRA México foi uma das primeiras organizações a ajudar as vítimas e, no início de outubro, havia ajudado 8 000 pessoas.
Em Oaxaca, 42 municípios foram declarados áreas de desastre. Em todo o estado de Guerrero, 56 municípios foram declarados área de desastre enquanto 9 municípios em Michoacán foram declarados zona de desastre. Ao todo, 428 municípios foram designados como áreas de desastre e 155 declarações de emergência foram emitidas devido a Ingrid e Manuel. O estado de emergência foi declarado em Michoacán e em 21 municípios de Jalisco, embora em meados de outubro tenham sido levantados.
Trinta e dois comitês de avaliação de danos foram instalados para ajudar a estimar e analisar o custo dos danos à infraestrutura pública. Subcomitês foram estabelecidos para ajudar a avaliar os danos a escolas, casas e suprimentos de água. Dez abrigos foram abertos em Chilpancingo e Acapulco. Todos os sobreviventes do deslizamento de La Pintada foram transportados para uma academia de basquete em Acapulco, que receberam uma pensão de US $ 150. Devido ao fechamento do terminal comercial do aeroporto de Acapulco, voos especiais da Aeroméxico e Interjet foram utilizados para a entrega de socorros.

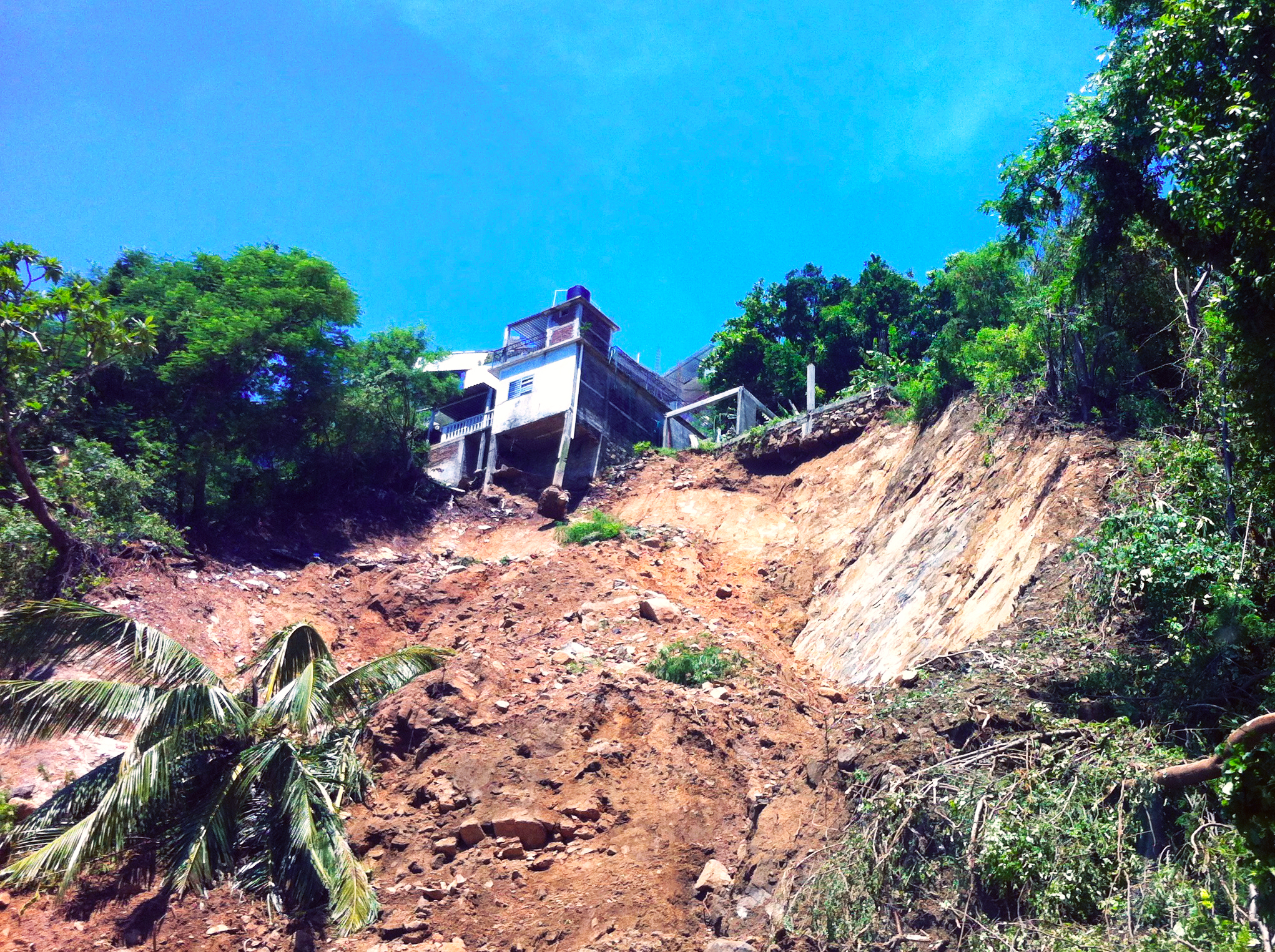
Deslizamento na rodovia Acapulco - Pie de la Cuesta, Guerrero

Em 18 de setembro, os serviços de energia foram restaurados no estado de Guerrero. Naquele dia, os serviços de gás e água foram reativados em Acapulco. Declarações de emergência foram solicitadas em Angostura e Navolato. Dentro de 12 horas depois de seu segundo desembarque, a energia foi recuperada para 26 000 residências em Sinaloa. Em La Pintada, o processo de busca de vítimas foi interrompido brevemente devido à ameaça de outro deslizamento de terra, mas em 20 de setembro, 100 As equipes de resgate retomaram as buscas, que frequentemente tinham que cavar na lama para recuperar os corpos.
O governo mexicano recebeu críticas da imprensa por não estar preparado tanto para Manuel quanto para Ingrid. Um jornal disse que as autoridades subestimaram ambas as tempestades, devido a uma combinação de uma "falta de coordenação" e "a distração das festividades relacionadas com a independência do fim de semana". O governador de Guerrero, Angel Aguirre, foi criticado por muitos por comparecer a uma festa noturna e beber quando a tempestade ameaçou o estado pela primeira vez. No entanto, Aguirre mais tarde reconheceu a corrupção política, bem como a construção de casas e hotéis em áreas inseguras em um discurso televisionado. Em conseqüência, o Senado mexicano solicitou uma investigação sobre o grau de preparação ocorrido.
Para lidar com os esforços de socorro, as tropas do Exército mexicano e as forças dos fuzileiros navais ajudaram famílias cujas casas foram inundadas. Além disso, os militares forneceram 60 t (130,000 lb) de suprimentos alimentares e 8,000 L (1,800 imp gal) de água para a cidade. Uma base aérea militar foi instalada para transportar ajuda por via aérea. As autoridades correram para limpar as rochas e outros detritos de duas rodovias para libertar Acapulco do isolamento. O desastre também resultou em pânico nas compras nos supermercados. Os saqueadores foram vistos em Acapulco, muitas vítimas furiosas roubaram lojas, casas, hotéis de luxo e apartamentos. Os fuzileiros navais foram colocados do lado de fora das lojas para evitar mais roubos. O presidente do México, Enrique Pena Nieto, percorreu a maior parte das áreas devastadas, prometendo reconstruir La Pintada e Acapulco. Em 26 de maio, 2014, La Pintada foi reaberta, com 125 novas moradias.
Por causa dos graves danos causados pela tempestade no México, o nome Manuel foi posteriormente aposentado pela Organização Meteorológica Mundial e nunca mais será usado para um furacão no Pacífico Oriental. Ele foi substituído por Mario na temporada de furacões de 2019 no Pacífico.